# Teatrino delle sei
Il Teatrino delle sei “Luca Ronconi” si trova in pieno centro storico a Spoleto. Deve il suo nome all'orario in cui cominciavano gli spettacoli ospitati nelle prime edizioni del Festival dei Due Mondi. Per un periodo è stato anche chiamato Teatrino delle sette.

## Storia
Si affaccia sulla panoramica Piazza della Signoria e occupa uno spazio rettangolare corrispondente alle fondamenta di un grandioso edificio trecentesco rimasto incompiuto. Il progetto, mai realizzato, prevedeva l'edificazione del Palazzo della Signoria, ma la sua costruzione si è fermata al livello della Piazza del Duomo, dove avrebbe dovuto affacciarsi con il suo prospetto principale. 
A partire dal XV secolo, quando ormai il Comune rinuncia alla realizzazione del palazzo, vengono eretti altri edifici a delimitare la piazza: verso il Duomo viene eretta la ex chiesa di Santa Maria della Manna d'Oro, (il Teatrino delle sei ne occupa le fondamenta); verso via dell'Arringo la Casa dell'Opera del Duomo; lo spazio in mezzo rimasto vuoto, intorno al 1664, viene destinato a pubblico teatro. 

Gestito inizialmente dall'Accademia degli Ottusi, nel corso dei secoli il teatro di piazza Duomo ha più volte mutato la struttura interna e il nome; nel 1880 assume l'aspetto attuale e diviene il Teatro Caio Melisso. 

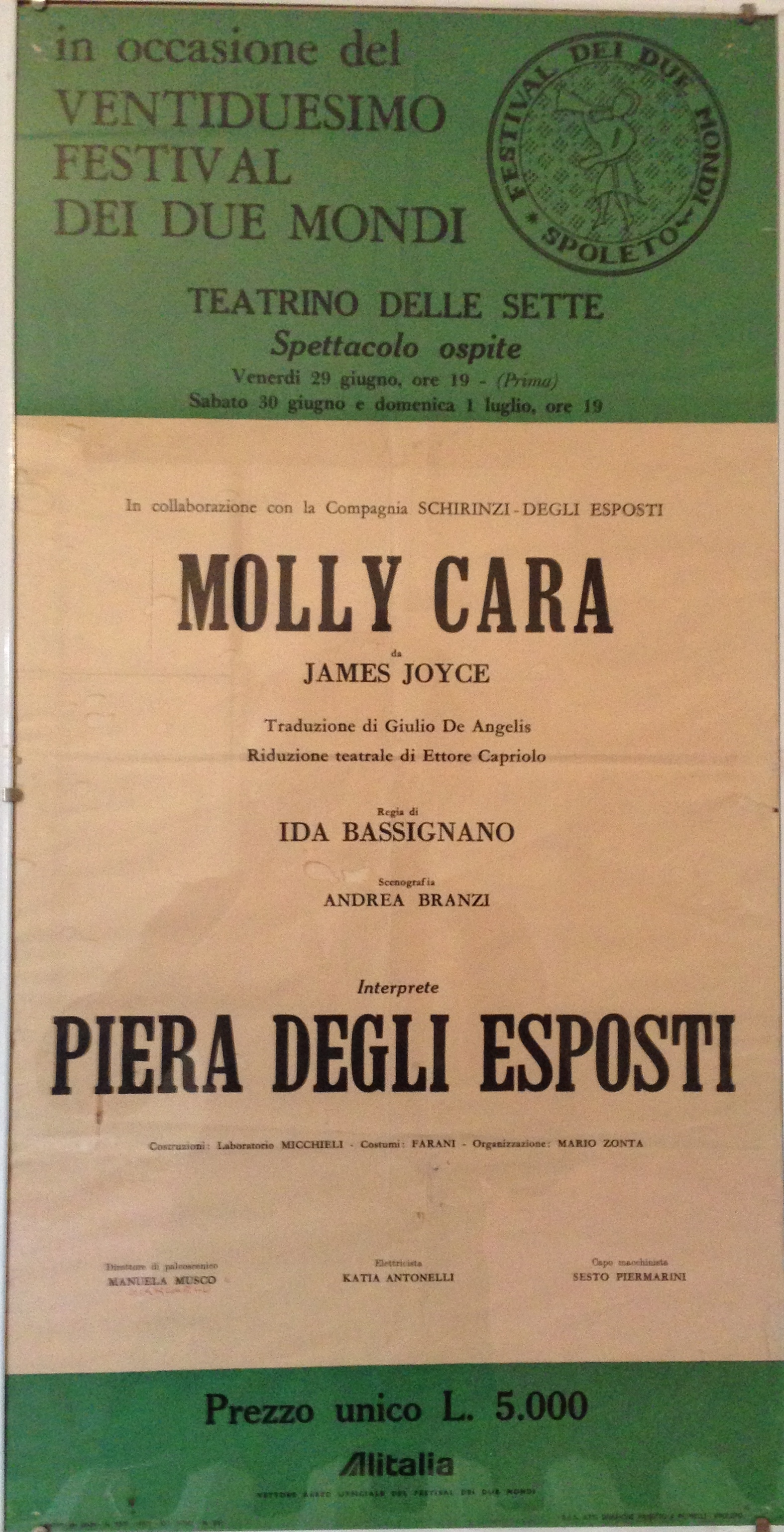
Locandina Teatrino delle sette, 1979. Molly cara

## Descrizione
Il palazzo presenta il caratteristico aspetto delle costruzioni arcuate degli edifici medievali dell'Umbria.
La porta d'ingresso del Teatrino si trova sotto la chiesa di Santa Maria della Manna d'oro fra il primo e il secondo contrafforte; il lato destro si snoda lungo altri tre contrafforti, tutti alti circa 10 metri e collegati tra loro da archi a tutto sesto; vi si affacciano nove finestre di diverse dimensioni, una delle quali è attrezzata a uscita di sicurezza. L'ambiente interno è fatto a volte a crociera, sostenute da pilastri. La platea è formata da praticabili montati a gradini su cui trovano posto circa 65 sedie. Lo spazio scenico è al piano pavimento; all'occorrenza è possibile montare un praticabile ad uso palcoscenico.

## Attività
Utilizzato per molti anni come magazzino comunale, poi come ristorante, deve il suo recupero a spazio destinato a spettacoli, concerti e mostre, alla volontà del maestro Giancarlo Menotti e di Adriano Belli che, verso la metà degli anni '50, cercavano a Spoleto luoghi da utilizzare per il Festival dei Due Mondi. Al di fuori del periodo festivaliero, fino ai primi anni settanta funzionava anche come discoteca denominata Night Club Due Mondi. 

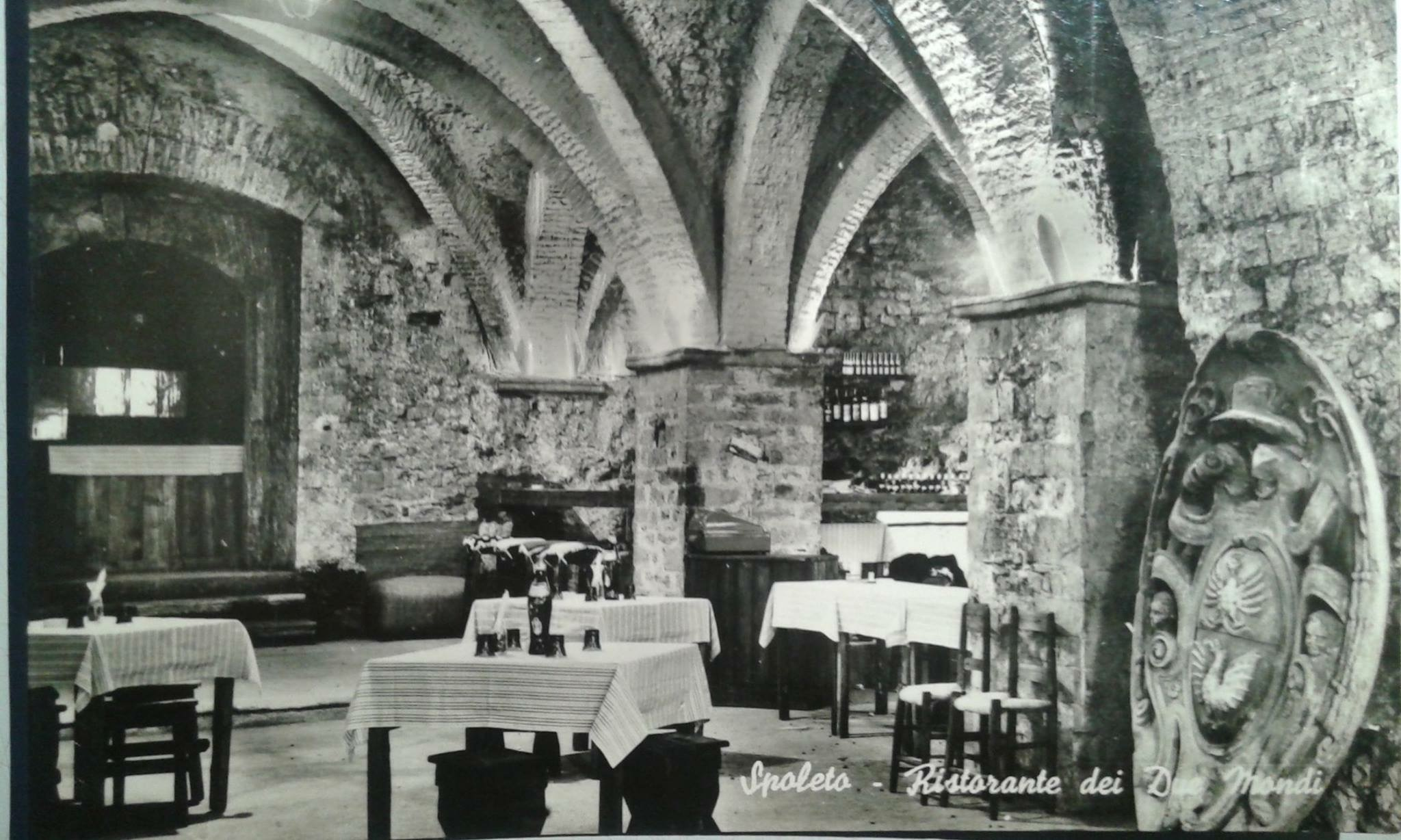
Interno adibito a ristorante negli anni '50

Fin dalle prime edizioni del Festival ha ospitato spettacoli di avanguardia e di danza moderna.
Numerosi gli artisti che negli anni si sono esibiti al suo interno, tra loro Giancarlo Sepe, Alberto Gozzi, Gabriele Lavia, Piera Degli Esposti, Roberto Herlitzka, La MaMa, Luca Ronconi, ecc.
Negli ultimi anni l'attività si è arricchita di Master Class e installazioni. Ospite fissa ormai dal 2009 è l'Accademia Nazionale d’Arte Drammatica “Silvio D'Amico”, che vi rappresenta il saggio di fine anno degli allievi: studi, performance e workshop proposti da giovani attori e giovani registi anche di Accademie europee. 
Dopo la morte di Luca Ronconi il teatrino è stato a lui intitolato; la sua denominazione si è trasformata in Teatrino delle Sei Luca Ronconi.
L'attività del teatro è circoscritta al periodo del Festival.